# Jason O’Mara

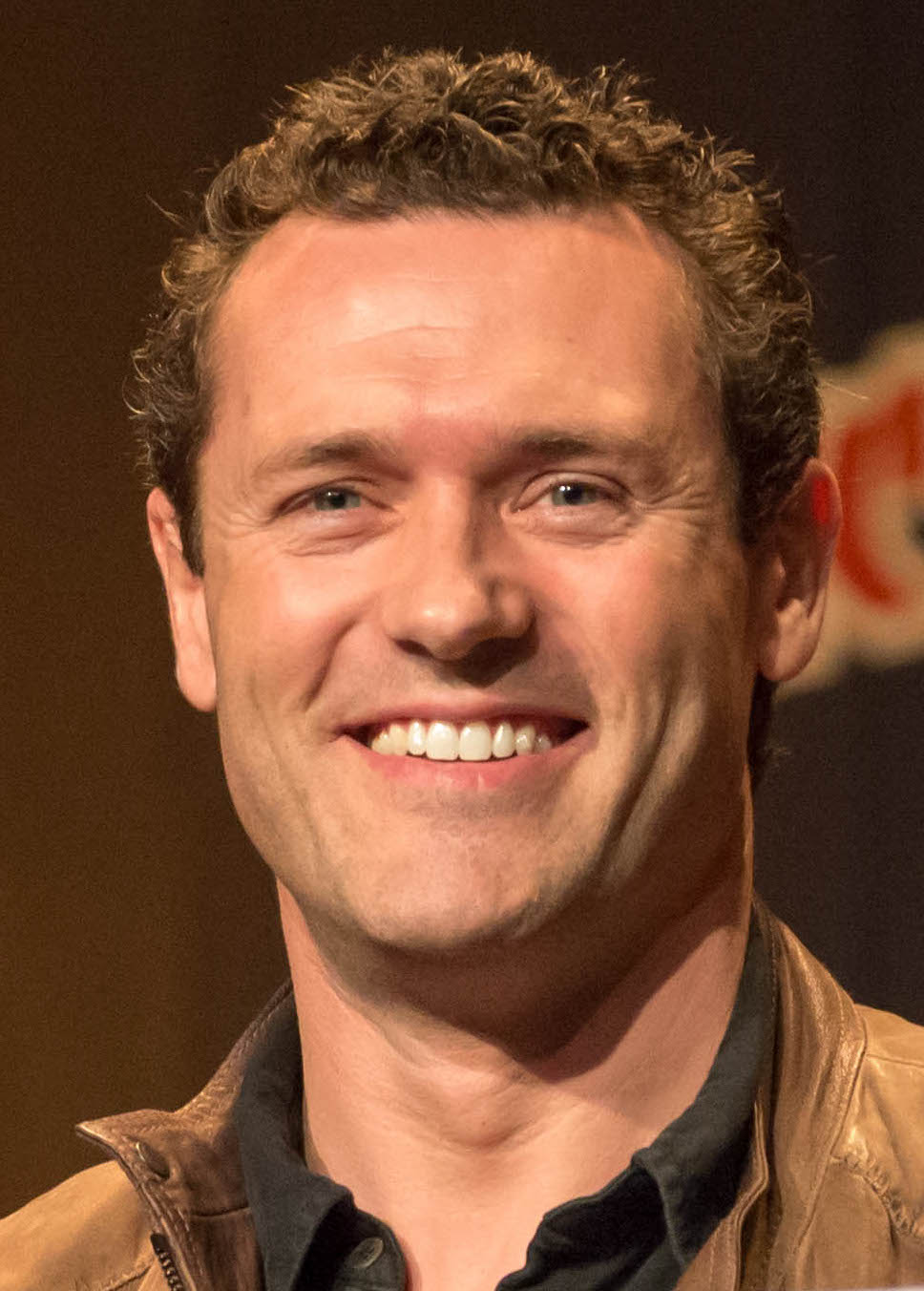
Jason O’Mara (2015)

Jason O’Mara (* 6. August 1972 in Sandycove, Dun Laoghaire-Rathdown) ist ein irisch-US-amerikanischer Schauspieler, der vor allem für seine Rollen in den US-Fernsehserien In Justice und Life on Mars, der US-Adaption der britischen Serie Life on Mars – Gefangen in den 70ern, bekannt ist.

## Karriere
O’Mara tritt mit der Royal Shakespeare Company auf. Im Theater spielte er unter anderem in Der Jude von Malta und Popcorn mit und war 2002 als Bester Nebendarsteller bei den Irish Theatre Awards für seine Darstellung des John in Neil LaButes Bash nominiert.
Er trat in Harold Pinters The Homecoming in London und Dublin sowie im Lincoln Center in New York auf. Er spielte auch in vielen anderen Serien, inklusive The Agency – Im Fadenkreuz der C.I.A., Band of Brothers – Wir waren wie Brüder, Monarch of the Glen, High Stakes, Playing the Field, The Bill, Berkeley Square, und Reach for the Moon.
2011 war er in der Fox-Serie Terra Nova als Familienvater Jim Shannon zu sehen.  Von 2018 und 2019 verkörperte er in zwei Staffeln der Serie The Man in the High Castle den Widerstandskämpfer Wyatt Price.
Jason O’Mara war mit der Schauspielerin Paige Turco verheiratet, mit der er ein gemeinsames Kind hat. Sie ließen sich 2017 scheiden.

## Filmografie (Auswahl)
- 1996: Space Truckers (Film)
- 1996: Soldier Soldier (eine Folge)
- 1998: Berkeley Square (10 Folgen)
- 1998: Peak Practice (2 Folgen)
- 1999–2000: The Bill (6 Folgen)
- 2001: Band of Brothers – Wir waren wie Brüder (Band of Brothers, 2 Folgen)
- 2001: High Stakes (12 Folgen)
- 2001: Monarch of the Glen (6 Folgen)
- 2002–2003: The Agency – Im Fadenkreuz der C.I.A. (The Agency, 22 Folgen)
- 2004: CSI: Miami (eine Folge)
- 2005–2008: The Closer (2 Folgen)
- 2005–2006: In Justice (13 Folgen)
- 2006: Criminal Minds (eine Folge)
- 2006–2008: Men in Trees (5 Folgen)
- 2007: Resident Evil: Extinction (Film)
- 2008: Grey’s Anatomy (2 Folgen)
- 2008–2009: Life on Mars (17 Folgen)
- 2011: Terra Nova (13 Folgen)
- 2012: Einmal ist keinmal (One for the Money, Film)
- 2012–2013: Vegas (21 Folgen)
- 2013–2014: Good Wife (The Good Wife, 4 Folgen)
- 2014: Justice League: War (Film, Stimme von Bruce Wayne / Batman)
- 2014: Son of Batman (Film, Stimme von Bruce Wayne / Batman)
- 2014: Republic of Doyle – Einsatz für zwei (Republic of Doyle, Fernsehserie, 1 Folge)
- 2015: Justice League: Throne of Atlantis (Film, Stimme von Bruce Wayne / Batman)
- 2015: Sons of Liberty (Miniserie, 3 Folgen)
- 2015: Batman vs. Robin (Film, Stimme von Bruce Wayne / Batman)
- 2015: Complications (10 Folgen)
- 2015: To Appomattox (Miniserie, 8 Folgen)
- 2016: Batman: Bad Blood (Film, Stimme von Bruce Wayne / Batman)
- 2016: Justice League vs. Teen Titans (Film, Stimme von Bruce Wayne / Batman)
- 2016: Jadotville (The Siege of Jadotville, Film)
- 2016: Wakefield – Dein Leben ohne dich (Wakefield) (Film)
- 2016–2017: Marvel’s Agents of S.H.I.E.L.D. (14 Folgen)
- 2017: Justice League Dark (Film, Stimme von Bruce Wayne / Batman)
- 2018: The Death of Superman (Film, Stimme von Bruce Wayne / Batman)
- 2018–2019: The Man in the High Castle (Fernsehserie, 17 Folgen)
- 2019: Reign of the Supermen (Film, Stimme von Bruce Wayne / Batman)
- 2019: Batman: Hush (Film, Stimme von Bruce Wayne / Batman)
- 2019: The Death and Return of Superman (Film, Stimme von Bruce Wayne / Batman)
- 2020: Justice League Dark: Apokolips War (Film, Stimme von Bruce Wayne / Batman)
- 2021: Departure (5 Folgen)
- 2024: Fire Country (Fernsehserie) (2 Folgen)